# Mii
Un Mii (homophone du mot anglais me, c'est-à-dire « moi » et aussi en rapport avec l’écriture de la Nintendo Wii, où les Miis ont fait leur première apparition, we voulant dire « nous ») est un avatar virtuel créé par Shigeru Miyamoto pour la console Wii de Nintendo, et utilisé par la suite sur Nintendo DS, Nintendo 3DS, Wii U, et Nintendo Switch, ainsi que sur certains jeux mobiles Nintendo.

## Description
Les Mii s'inscrivent dans la continuité des options de personnalisation offertes aux utilisateurs d'une même console par la Wii de Nintendo (choix des options de jeux par défaut, couleur préférée, etc.) et la Nintendo 3DS (choix de la couleur préférée), mais vont plus loin en proposant de construire un avatar virtuel en trois dimensions à l'aide de nombreux paramètres.
L'originalité réside dans le fait que ces paramètres sont utilisables directement dans certains jeux. Dans les productions de Nintendo, les Mii ont toujours le même aspect, à savoir des personnages au style simpliste très arrondi. Cependant, rien n'empêche les développeurs d'utiliser les paramètres définissant un Mii pour en faire un avec un tout autre rendu: réaliste, cartoon, etc.
Les Mii sont initialement créés à partir de la chaîne Mii de la Wii. Ils peuvent être utilisés pour communiquer avec d'autres utilisateurs de Wii reliés à Internet et peuvent se rassembler alors dans la place du marché, grâce à la connexion Internet du WiiConnect24. La chaîne concours Mii propose des concours de création et d'évaluation des Mii qui est en fait l'équivalent de la chaîne Votes, mais pour les Mii. Les fonctionnalités de cette chaîne ont été désactivées avec l'arrêt de WiiConnect24. Les Mii peuvent être stockés dans la Wiimote pour être utilisés sur une autre console Wii.
La chaîne Mii est également présente sur la Nintendo 3DS et la Wii U sous le nom de Éditeur Mii. Elle est absente sur la Nintendo Switch, mais les Mii sont créés via les options de la console.
La palette de création de Mii offre un large choix: forme, yeux, bouche, sourcils, nez, taches de rousseurs, rides et également la possibilité de lui choisir des lunettes ou lui ajouter une moustache ou une barbe. Le seul élément qui ne fait pas son apparition sont les oreilles. Sur la Nintendo 3DS et la Wii U, de nouveaux éléments sont ajoutés. Sur la Nintendo Switch, de nouvelles couleurs sont ajoutés pour les cheveux, les yeux, la barbe et les sourcils.
Sur Nintendo Switch, l'apparition des Mii dans les jeux est très mineure: dans le jeu Nintendo Switch Sports, les Miis de l’opus précédent ont été remplacés et les personnages de la série Animal Crossing, bien que similaires à des Miis, n’en sont pas.

## Liste de jeux compatibles avec les Mii
Les jeux suivants sont compatibles avec les Mii soit jouables directement ou visibles seulement en avatar, comme c'est le cas pour Super Smash Bros. Brawl dans le mode Online jusqu'à la fermeture de la connexion Wi-Fi Nintendo. Certains jeux utilisent les Mii comme personnages principaux, comme Place Mii StreetPass.

### Wii
- Animal Crossing: Let's Go to the City
- Bomberman Blast
- Cérébrale Académie Wii
- Cérébrum
- Course à la fortune
- Disney Channel All Star Party
- Dr. Mario et Bactéricide
- Dancing Stage Hottest Party II
- Family Ski
- Family Ski & Snowboard
- FIFA 08
- FIFA 09
- Go Vacation
- Madden NFL 10
- Mario et Sonic aux Jeux olympiques
- Mario et Sonic aux Jeux olympiques d'hiver
- Mario et Sonic aux Jeux olympiques de Londres 2012
- Mario Kart Wii
- Mario Party 8
- Mario Strikers Charged Football
- Metroid Prime 3: Corruption
- My Pokémon Ranch
- Pokémon Rumble
- Pro Evolution Soccer 2008
- Pro Evolution Soccer 2010
- Pro Evolution Soccer 2012
- Pro Evolution Soccer 2013
- Punch-Out!!
- Smackdown vs Raw 2009
- Snowpack Park
- Sonic and Sega All-Stars Racing
- Sonic Colours
- Super Mario Galaxy
- Super Mario Galaxy 2
- Tetris Party
- TV Show King
- TV Show King 2
- WarioWare: Smooth Moves
- Wii Échecs
- Wii Music
- Wii Party
- Wii Play
- Wii Play: Motion
- Wii Sports
- Wii Sports Resort
- Wii Fit
- Wii Fit Plus

### Nintendo DS
- Marche avec moi : Quel est ton rythme ?
- Tomodachi Collection

### Nintendo 3DS
- AKB48+Me
- Animal Crossing: New Leaf
- Coaster Creator 3D
- Disney Magical World
- Disney Magical World 2
- Football Up 3D
- Mario et Sonic aux Jeux olympiques de Londres 2012
- Mario et Sonic aux Jeux olympiques de Rio 2016
- Mario Tennis Open
- Mario Kart 7
- Miitopia
- New Super Mario Bros. 2
- Nintendo présente : La Nouvelle Maison du style 2 Les reines de la mode
- Nintendo présente : La Nouvelle Maison du style 3 Look de star
- Pilotwings Resort
- Place Mii StreetPass
- Pokémon Rumble World
- Sonic and All-Stars Racing Transformed
- Super Mario 3D Land
- Super Pokémon Rumble
- Super Smash Bros. for Nintendo 3DS
- Tomodachi Life

### Wii U
- Mario et Sonic aux Jeux olympiques d'hiver de Sotchi 2014
- Mario et Sonic aux Jeux olympiques de Rio 2016
- Mario Kart 8
- New Super Mario Bros. U
- Nintendo Land
- Pokémon Rumble U
- Sonic and All-Stars Racing Transformed
- Super Mario 3D World
- Super Smash Bros. for Wii U
- Wii Party U
- Wii Sports Club
- Wii Fit U

### iOS et Android
- Mario Kart Tour
- Miitomo
- Pikmin Bloom
- Super Mario Run

### Nintendo Switch
- Disney Magical World 2: Enchanted Edition
- Go Vacation
- Mario Golf: Super Rush
- Mario Kart 8 Deluxe
- Miitopia
- New Super Mario Bros. U Deluxe
- Nintendo Switch Sports
- Super Mario Maker 2
- Super Smash Bros. Ultimate
- Tomodachi Life : Une vie de rêve

## Polémique deMario Kart Wii
Une polémique est survenue au bout d'un mois après la sortie du jeu vidéo Mario Kart Wii sur Wii en 2008: un certain nombre de joueurs a utilisé le Mii du dictateur nazi Adolf Hitler comme avatar lors des parties online, ce qui avait notamment pour conséquence de voir son visage affiché sur les faux panneaux publicitaires, voire sur les statues géantes. Au bout de cinq semaines, Nintendo enraya la menace en censurant tout avatar portant le mot «Hitler» dans son pseudonyme. Cette censure est néanmoins facilement contournable en changeant simplement le nom du Mii. C'est cependant le seul cas répertorié avec un tel impact, étant quasiment le seul jeu Wii à se jouer en ligne avec directement les avatars Mii.